# تشيت كينغ
تشيت كينغ (بالإنجليزية: Chet King)‏ هو سياسي أمريكي، ولد في 4 ديسمبر 1901 في الولايات المتحدة، وتوفي في 2 ديسمبر 1981.